# Monumentos nacionales de Argentina
Los monumentos nacionales de la Argentina son una serie de realizaciones arquitectónicas, sitios históricos u obras que por su interés y valor gozan de una protección jurídica específica recogida en la Ley para su preservación, enriquecimiento y exhibición.

## Descripción
Hay varios tipos de monumentos nacionales referenciados como "Bienes Declarados", por la Comisión Nacional de Monumentos, de Lugares y de Bienes Históricos (CNMMLH):
- Monumento Histórico Nacional
- Lugar Histórico Nacional
- Patrimonio Histórico Nacional
- Bien de interés histórico
- Bien de interés histórico-artístico
- Sepulcro histórico
- Bien de Interés Industrial Nacional